# Erebia amarisana
Erebia amarisana är en fjärilsart som beskrevs av Siuiti Murayama 1964. Erebia amarisana ingår i släktet Erebia och familjen praktfjärilar. Inga underarter finns listade i Catalogue of Life.